# Cephalocladia fulvicornis
Cephalocladia fulvicornis is een vlinder uit de familie van de Megalopygidae. De wetenschappelijke naam van de soort is voor het eerst geldig gepubliceerd in 1923 door Dognin.